# Lázár Szentes
Lázár Szentes (Bonyhád, 22 dicembre 1955) è un allenatore di calcio ed ex calciatore ungherese.
Ha giocato negli anni settanta e ottanta.

## Palmarès

### Giocatore

#### Competizioni nazionali
- Campionato ungherese: 2

Gyori ETO: 1981-1982, 1982-1983